# Gustaf Mardefeld
Gustaf (von) Mardefeld (Mardefelt, Marderfelt, Mandersfeld), född 1664, död 6 december 1729 i Pommern, var en friherre, ämbetsman och svensk-tysk miniatyrmålare. 
Han var son till fältmarskalken friherre Conrad Mardefelt och Augusta Eleonora von der Lancken samt bror till Arvid Axel Mardefelt. Mardefeld blev efter studier i Greifswald student i Frankfurt 1681. Därefter reste han till Frankrike innan han återvände till Tyskland och blev kammarherre hos kurfursten av Sachsen 1694. Han blev hessiskt geheimeråd och gick 1711 i preussisk tjänst där han först blev kammarherre och från 1714 kammarråd. Han var preussisk minister i Petersburg 1717 och löstes från sina förbindelser som svensk undersåte 1719. Han medverkade i de stora fredsförhandlingarna som avslutade det stora nordiska kriget. Han blev slutligen preussisk geheimestats-, krigs- och kabinettsminister i Magdeburg 1720 men kvarstod som minister i Petersburg fram till 1728. Vid sidan av sitt arbete var han verksam som miniatyrmålare och är representerad vid Nationalmuseum med ett porträtt av Peter den store och vid Nationalmuseet i München med ett självporträtt samt med ett porträtt av kurfursten Johan Wilhelm vid Sinebrychoffsamlingen i Helsingfors.